# Beppe Severgnini
 (juin 2017).
Si vous disposez d'ouvrages ou d'articles de référence ou si vous connaissez des sites web de qualité traitant du thème abordé ici, merci de compléter l'article en donnant les références utiles à sa vérifiabilité et en les liant à la section « Notes et références ».
Giuseppe Severgnini, dit Beppe Severgnini, OMRI, OBE, (né le 26 décembre 1956 à Crema) est un écrivain, un journaliste et un commentateur de télévision italien.

## Biographie
Diplômé en droit à l'université de Pavie, Giuseppe Severgnini commence sa carrière de journaliste à 27 ans, d'abord au Giornale, qui était alors dirigé par Indro Montanelli et en devient très rapidement le correspondant de Londres. Dans la période qui précède la chute des régimes communistes, il travaille aussi comme correspondant en Russie, en Chine et dans de nombreux pays de l'Europe de l'Est. Quand Montanelli quitte le Giornale, pour fonder La Voce, Severgnini le suit. Il collabore également à The Economist à Londres (1993) quand il est le correspondant de La Voce à Washington.
Après l'échec de Montanelli, il rejoint le Corriere della Sera pour lequel il écrit toujours et notamment l'éditorial depuis 1998 sous le titre « Les Italiens ». Cet éditorial devient le forum parmi les plus lus sur Internet, notamment par les Italiens à l'étranger. Il écrit également pour la revue La Gazzetta dello Sport.
Il participe également à des programmes télé et radio : RAI, NPR, The New York Times et BBC, et il est l'hôte d'un débat sur SKY TG24. Chaque matin à 8 h 30, il donne un programme radio sur Radio Monte-Carlo également appelé « les Italiens ». De 1996 à 2003, il est le correspondant de l’Economist pour l'Italie. Il est devenu Officer of British Empire en 2001, nommé par la reine Élisabeth II et Commendatore de l'OMRI, en 2011 par le Président de la République Italienne Giorgio Napolitano.
Il a enseigné à l'université de Parme, à l'université Bocconi et à l'université de Pavie.
Il participe à la réunion du Groupe Bilderberg de 2013 et 2017,.

## Publications
Il publie chez Rizzoli des best-sellers comme :
- trois portraits de nations : 
  - Inglesi (1990),
  - Un italiano in America (1995)
  - La testa degli Italiani (2005)
- deux livres sur les langues :
  - L'inglese. Lezioni Semiserie (1992)
  - L'italiano. Lezioni Semiserie (2007)
- deux livres de voyage :
  - Italiani con la valigia (1993)
  - Manuale dell'imperfetto viaggiatore (2000)
- une autobiographie :
  - Italiani si diventa (1998)

Son dernier livre, traduit en anglais, est Mamma mia! L'Italie de Berlusconi expliquée à la postérité et aux amis à l'étranger (2011).